# ムエルテ山
ムエルテ山（ムエルテさん、スペイン語: Cerro de la Muerte）はコスタリカのサン・ホセ州にある山である。標高3,451 m。インターアメリカンハイウェイのコスタリカのセクションの中での最高高度地点である。その名前は「死の山」を意味する。かつて徒歩や馬に乗ってセントラル・ヴァレーから山を横断するのに3日から4日間掛かったことを意味し、多くの準備不足の旅人は寒さと雨に屈した。しかし現在は頂上の近くまでハイウェイが通っているので簡単にアクセス可能になった。
ハイウェイからは車で通行可能な道が通信アンテナの一群のある山頂まで接続している。この高度では夜間気温が氷点下になることがある。しかし太陽がまもなく朝の気温を上昇させる。薄い澄んだ空気は日焼けの危険性が高い。
この山はコスタリカの東部から隣国のパナマ西部へ連なるタラマンカ山脈の山中にある。この山脈は地質学的に昔は火山島であった。それは構造隆起が起因して隆起し、ほかの山脈との分断は多くの動植物の固有種を発生させた。それはアンデス山脈の形成とかなりの類似性がある。
高地ではパラモと呼ばれる生態系が広がる。発育不良の低木や笹やヘゴ、およびブルーベリー、セイヨウスグリやアツモリソウなどのより小さい植物が生育している。それより低い地帯では自然植生は竹の低木層を伴ったオークの森であり、カリスマ的なケツァールを見ることができる素晴らしい場所である。
ムエルテ山で記録されている鳥類の種の50パーセント近くはタラマンカ山脈の固有種である。それらにはヒノドハチドリ、ヤブミソサザイ、メガネクロウタドリ、ハシグロチャツグミ、ハシナガシトドやミヤマユキヒメドリが含まれる。

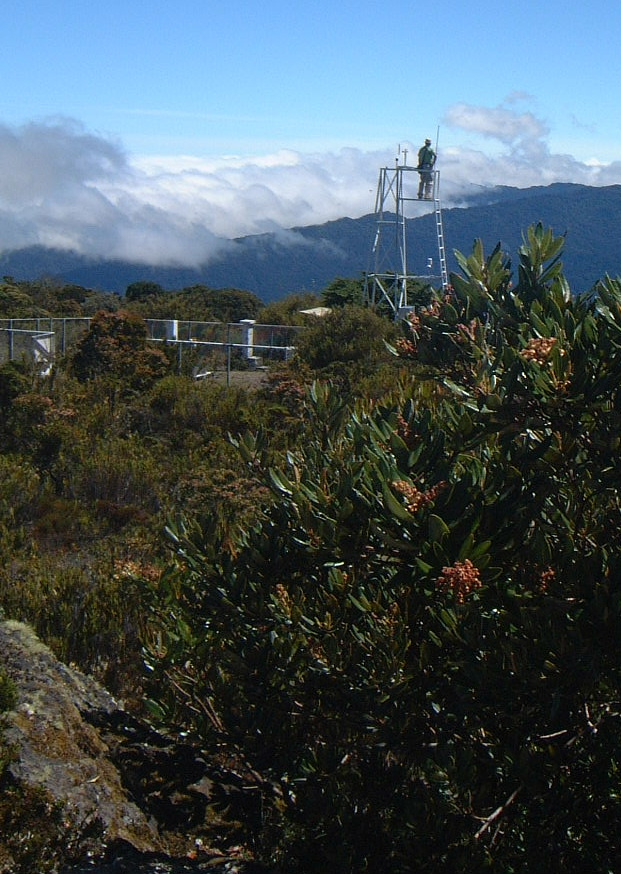
山頂付近にみられるパラモ
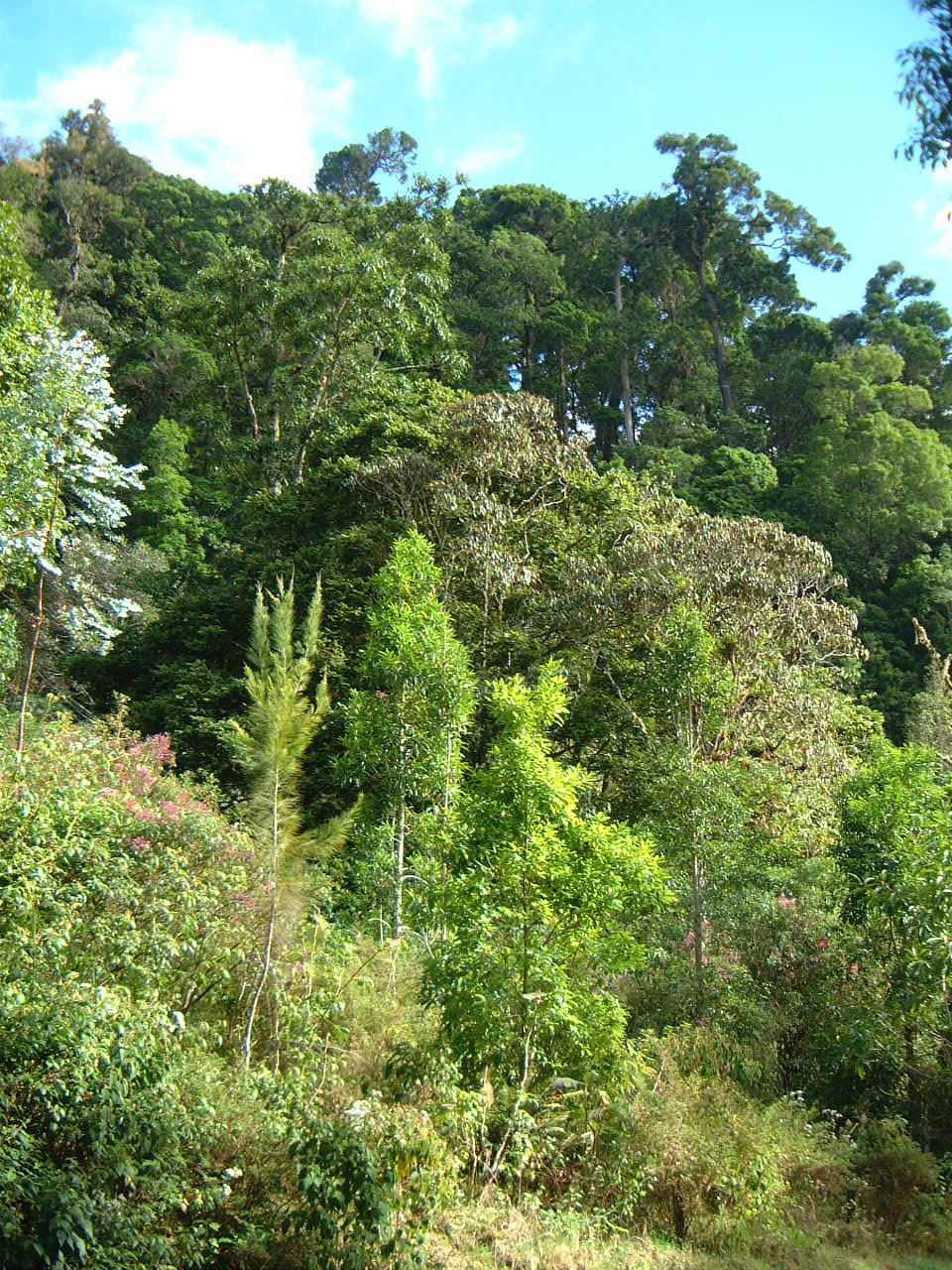
オークの森